# Stawisko (powiat słupecki)
Stawisko – osada (według TERYT osada) w Polsce położona w województwie wielkopolskim, w powiecie słupeckim, w gminie Zagórów.
W latach 1975–1998 miejscowość należała administracyjnie do województwa konińskiego.